# Jules Jaspar

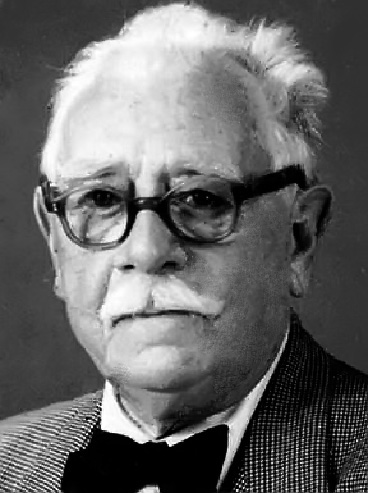
Jules Jaspar

Jules Jaspar (* 1. März 1878 in Schaerbeek/Schaarbeek; † 15. Oktober 1963 in Soudorgues, Region Languedoc-Roussillon/Frankreich) war ein belgischer Konsul und Direktor der Firma The Foreign Excellent Trench-Coat.

## Leben
Jaspar entstammte einer alten belgischen Patrizierfamilie. Sein Bruder Henri Jaspar war in den 1930er Jahren Ministerpräsident Belgiens.
Jaspar war längere Zeit für das belgische Außenministerium tätig und vertrat sein Land als Konsul in Indochina und später in Skandinavien.
Durch die Beteiligungen seiner Familie an Im- und Exportfirmen und seine handelspolitischen Aktivitäten lernte er den Kaufmann und Kominternfunktionär Leon Großvogel kennen, der ihn dann im November 1938 zu der zusammen mit Leopold Trepper gegründeten Handelsfirma holte, wo Jaspar kaufmännischer Direktor wurde. Im Herbst 1941 wurde er auch zusammen mit Großvogel Leiter der Dependance in Marseille bei der ebenfalls von Trepper initiierten Handelsfirma Simex. Zur französischen Kollaborationsregierung in Vichy knüpfte Jaspar zahlreich Verbindungen, die er für seine eigenen Aktivitäten zugunsten der Résistance nutzte; aber auch, um Widerstandskämpfern und anderen von NS-Verfolgung bedrohten Personen zur Flucht zu verhelfen. Für diese organisierte er zusammen mit einem belgischen Senator Fluchtwege über Algerien und Portugal.

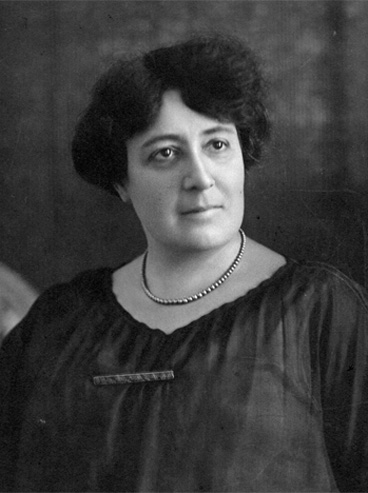
Claire Legrand

Am 30. November 1942 wurde er in Marseille zusammen mit seiner Lebensgefährtin Claire Legrand von der Gestapo verhaftet. In einer „Nacht und Nebel“-Aktion wurde er ins KZ Mauthausen verschleppt. Nach seiner Befreiung am 5. Mai 1945 wurde er am 2. April 1948 als politischer Gefangener und am 7. März 1957 als ziviler Widerstandskämpfer anerkannt.
Claire Legrand wurde zuerst ins KZ Ravensbrück deportiert und im Januar 1944 nach Auschwitz, wo sie im November 1944 in der Gaskammer ermordet wurde.